# Collegium Maius
Le Collegium Maius (ou Grand Collège) est le plus ancien bâtiment de l'Université Jagellonne de Cracovie en Pologne.
Il est situé à l'angle des rues ulica Jagiellońska et ulica Świętej Anny.
L'université connue sous le nom d'Akademia krakowska fut, après quelques dizaines d'années de fonctionnement, déplacée dans un nouveau bâtiment vers 1400 quand le roi Ladislas II Jagellon l'eut achetée avec les fonds légués par sa dernière femme, la reine Hedwige Ire de Pologne.
À la fin du XVe siècle, les locaux de l'université Jagellonne furent reconstruits dans le style de l'architecture gothique, autour d'une grande cour bordée par des arcades. Les professeurs ont vécu et ont travaillé au premier étage, pendant que les conférences et les cours étaient tenus au rez-de-chaussée.
En 1490, l'université compta parmi ses étudiants, un homme célèbre de la Renaissance : Nicolas Copernic, astronome et polymathe.
Le Collegium Maius possède des archives historiques ainsi qu'une bibliothèque.
De ses locaux sont exposés des objets historiques tels que des masses d'arme cérémoniales et le célèbre Globus Jagellonicus, un des plus anciens globes terrestres du monde.

## Galerie de photographies

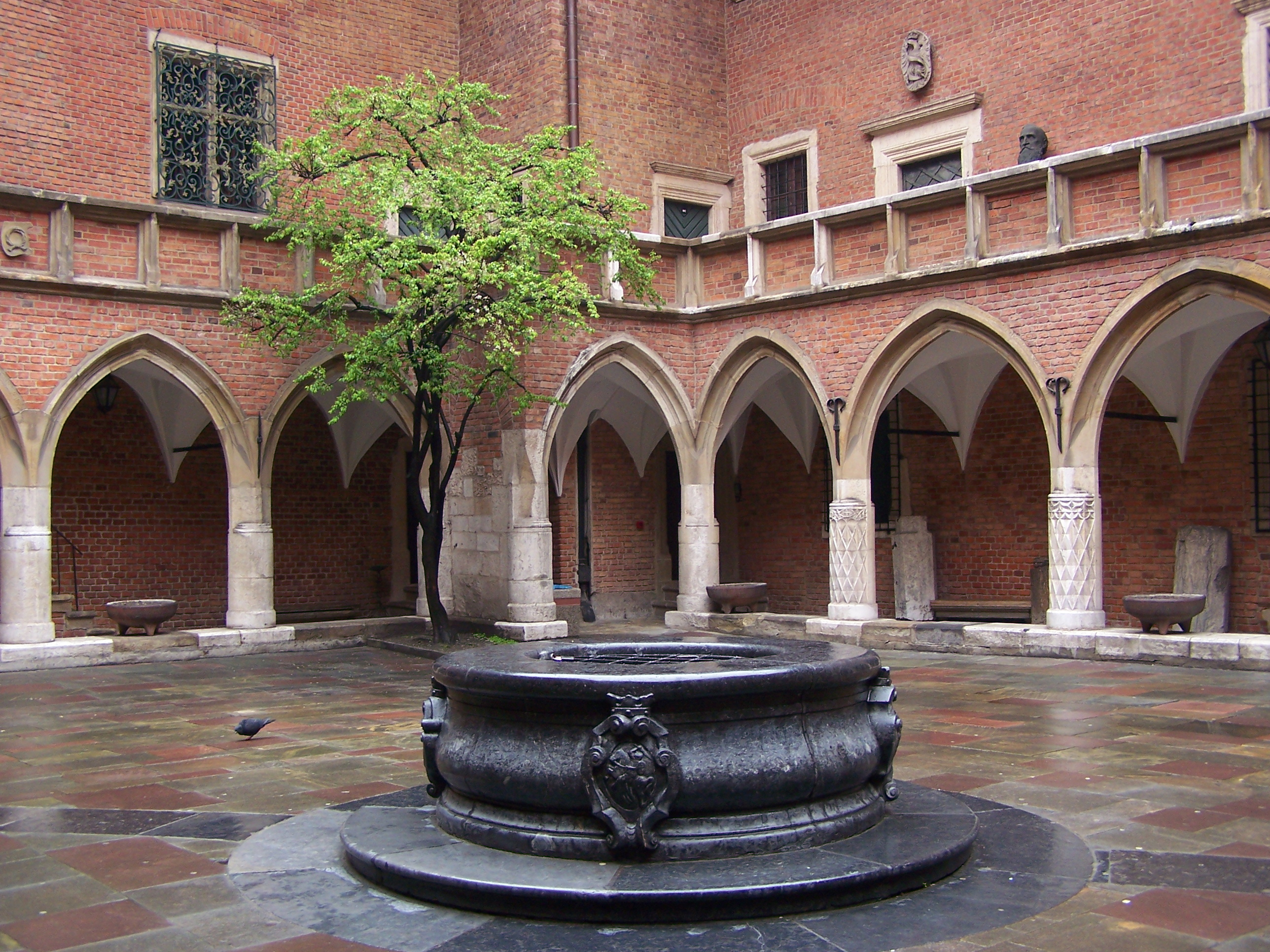
La cour intérieure
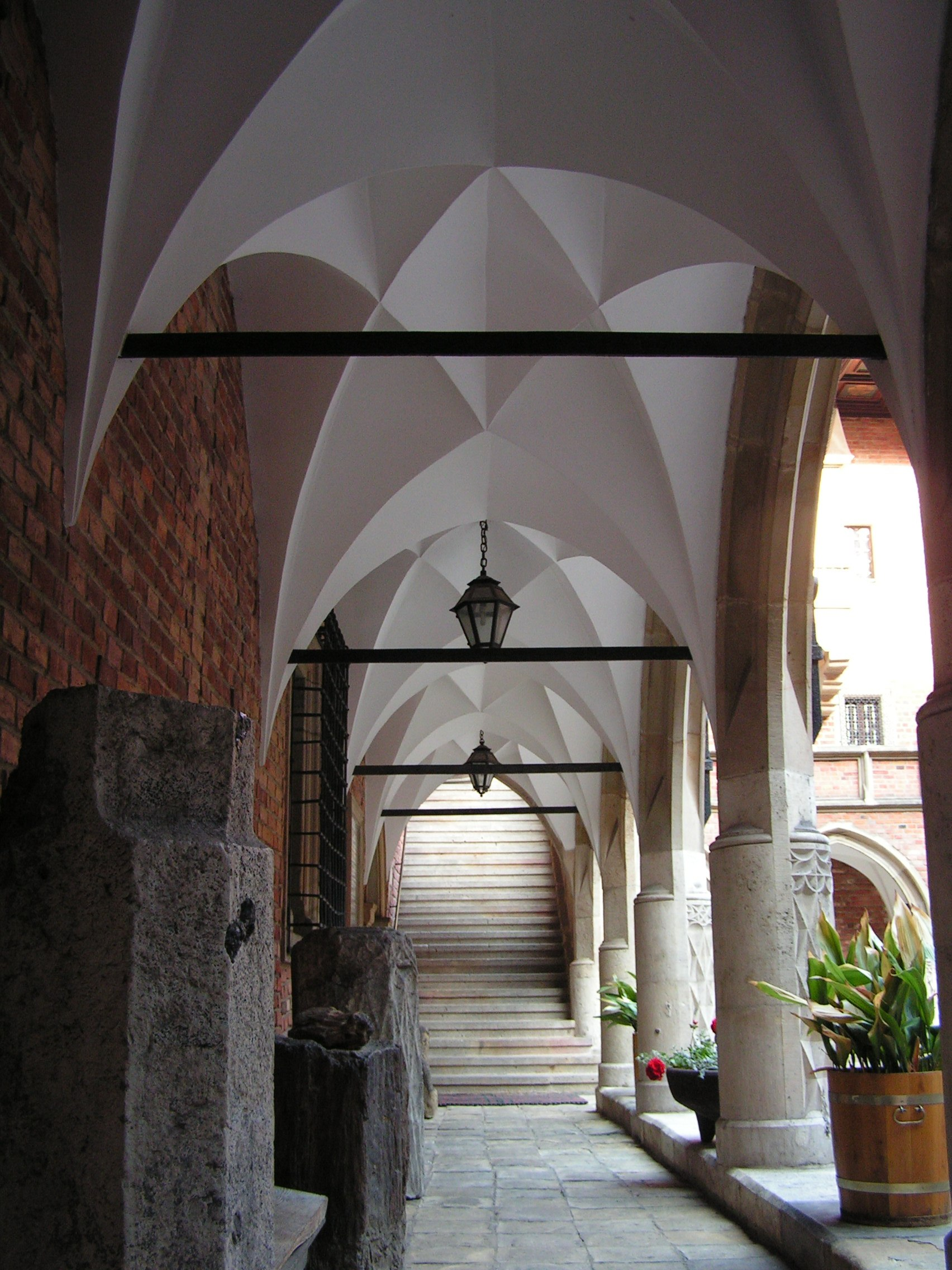
Les arcades
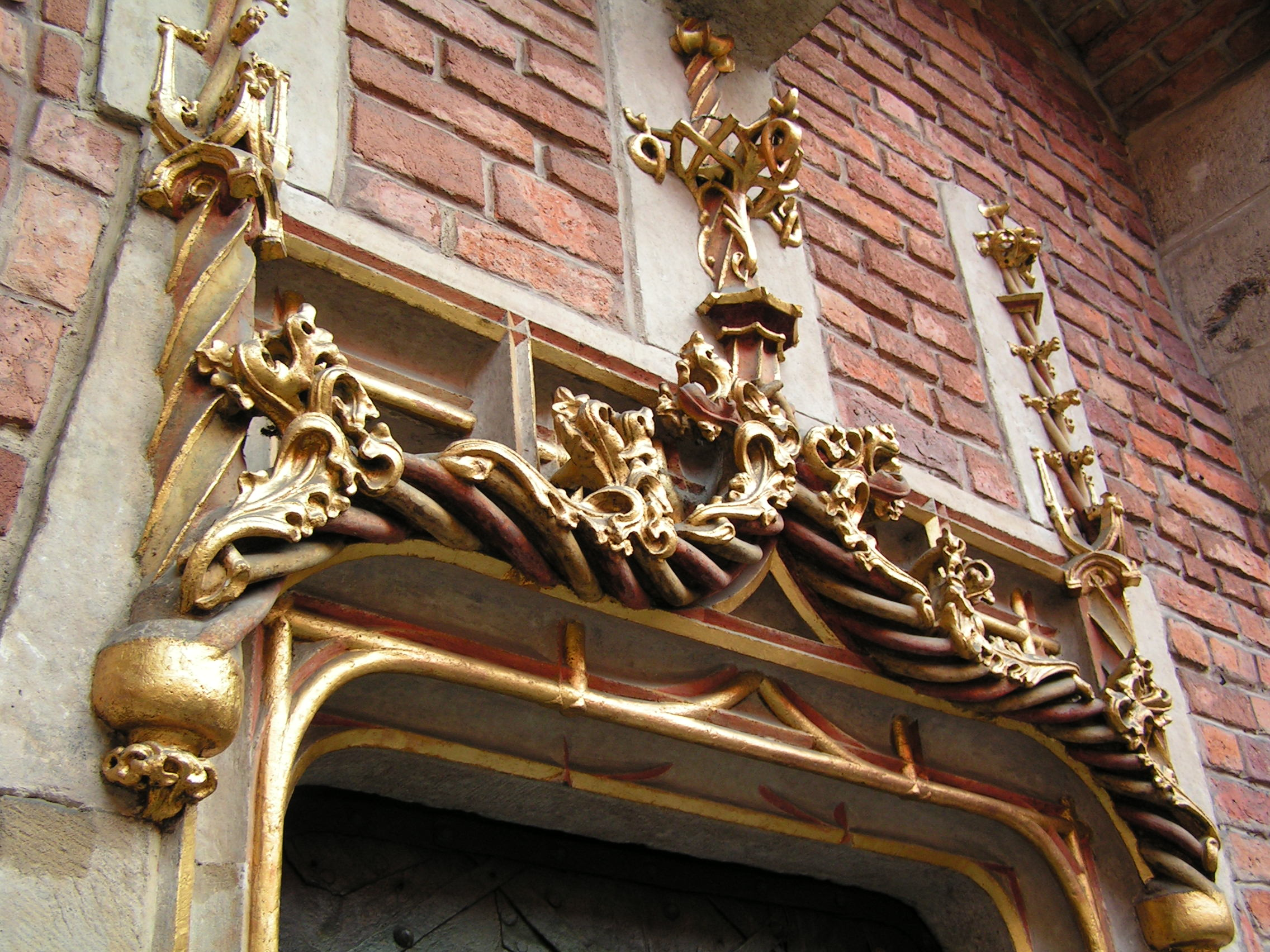
Porta Aurea (détail)
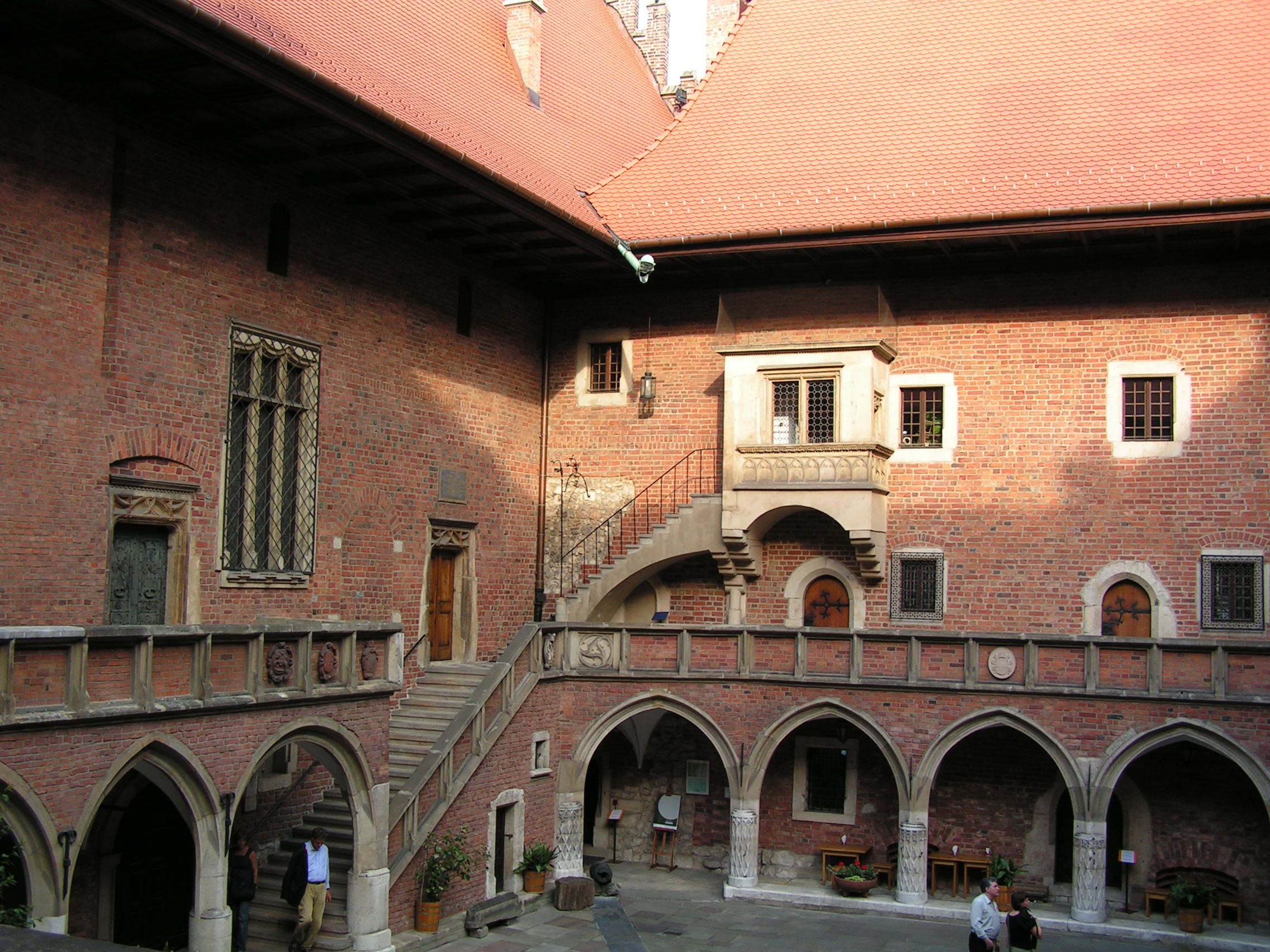
La cour intérieure du Collegium Maius
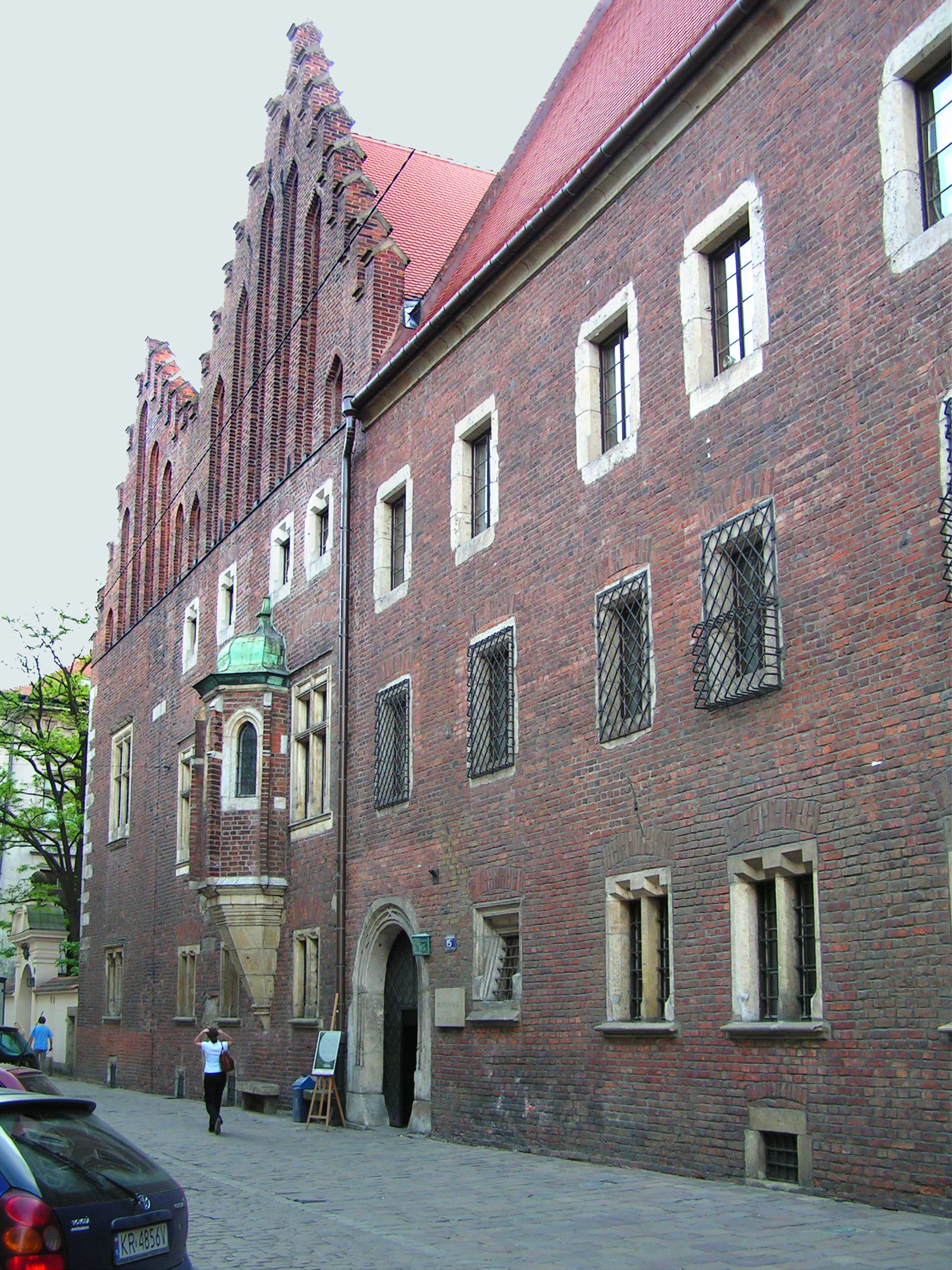
L'entrée du Collegium Maius